# Bench Crater

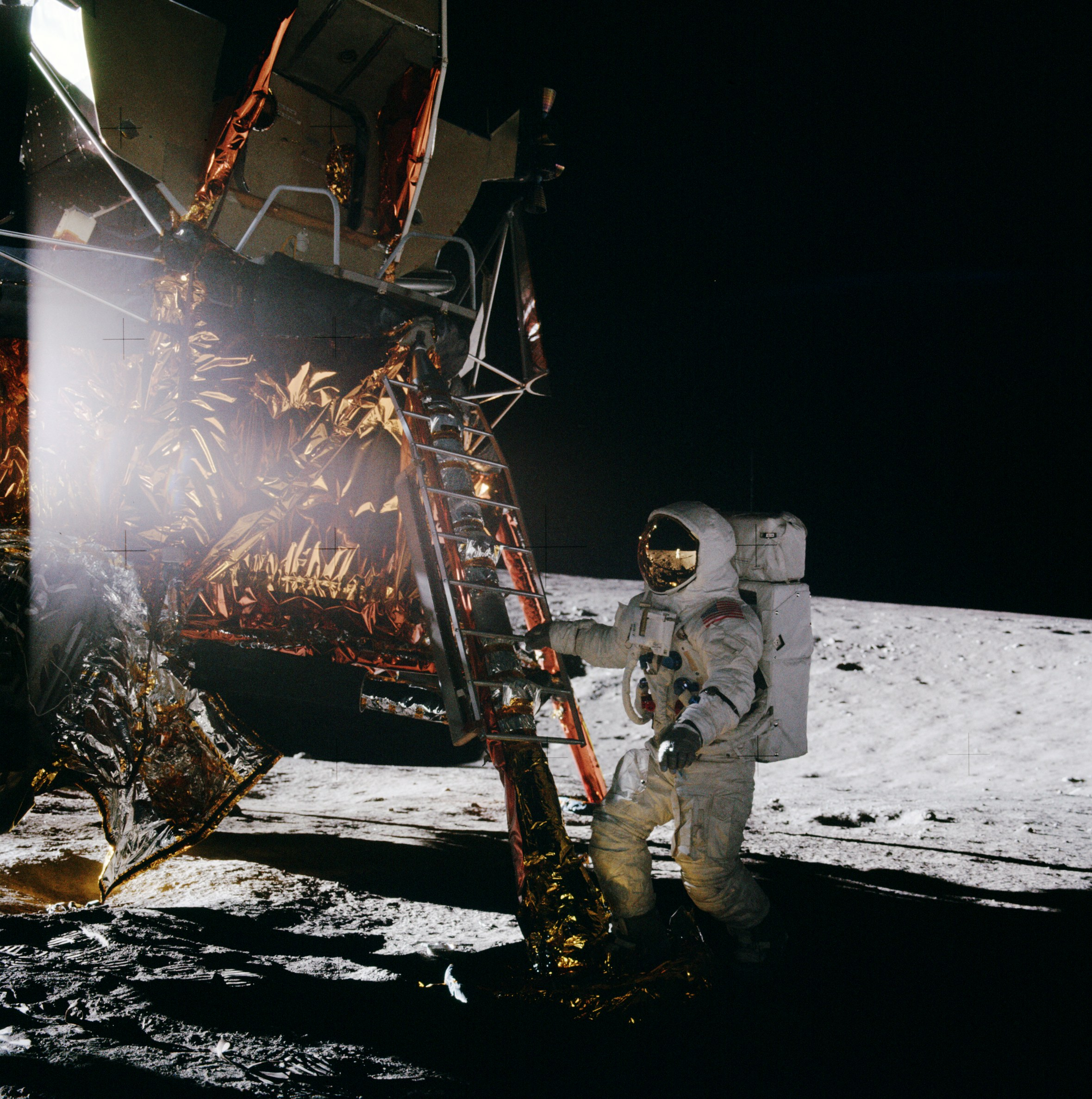
Mission Apollo 12, l'astronaute Al Bean sur la lune.

Bench Crater est une météorite découverte sur la Lune par les astronautes d'Apollo 12, le 15 novembre 1969, à côté du cratère Bench, voisin du cratère dans lequel Surveyor 3 a aluni (Oceanus Procellarum),.

## Histoire
Bench Crater est la première météorite découverte sur un corps céleste du Système solaire autre que la Terre. Elle fait partie des 32 kg d'échantillons de roches rapportés par les astronautes Pete Conrad et Alan Bean, descendus sur la Lune dans le module d'atterrissage Intrepid, lors de la mission américaine Apollo 12. Elle est ramassée sur la lèvre du cratère Bench.

## Structure et composition

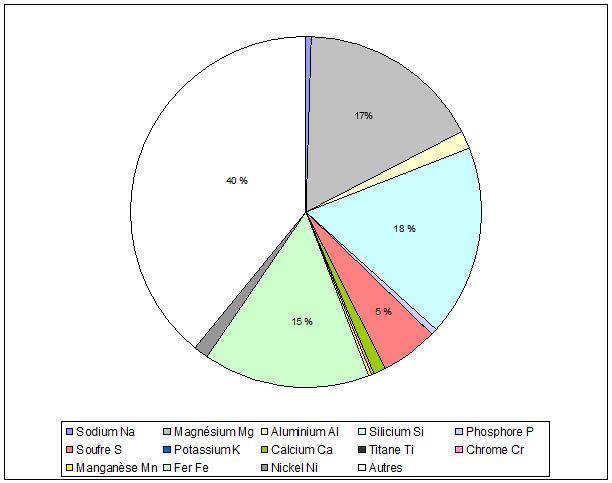
Composition élémentaire.

La Meteoritical Society indique que Bench Crater est une chondrite carbonée. C'est la seule météorite de la classe C1-ung.
La météorite est un petit fragment, de 3 mm sur 1,5 mm, auparavant numéroté 112-6, provenant de l'échantillon 12037 de régolithe. Elle est décrite, en 1971, par Wood, qui la classe comme chondrite carbonée de type II, puis, en 1976, par McSween, qui publie sa composition élémentaire. 
| Élément chimique | Symbole | Abondance (%) | Abondance rapportée à celle du silicium (%) |
| ---------------- | ------- | ------------- | ------------------------------------------- |
| Sodium           | Na      | 0,67          | 4,6                                         |
| Magnésium        | Mg      | 16,77         | 110,0                                       |
| Aluminium        | Al      | 1,59          | 9,3                                         |
| Silicium         | Si      | 17,67         | —                                           |
| Phosphore        | P       | 0,44          | 2,2                                         |
| Soufre           | S       | 5,3           | 26,3                                        |
| Potassium        | K       | 0,08          | 0,34                                        |
| Calcium          | Ca      | 1,00          | 4,0                                         |
| Titane           | Ti      | 0,06          | 0,25                                        |
| Chrome           | Cr      | 0,41          | 1,3                                         |
| Manganèse        | Mn      | 0,08          | 0,22                                        |
| Fer              | Fe      | 15,31         | 44,0                                        |
| Nickel           | Ni      | 1,34          | 3,6                                         |

La matrice ferromagnésienne aphanitique noire de la météorite présente des grains arrondis de magnétite, regroupés en agrégats framboïdaux et lamellaires, et des grains allongés de troilite automorphe, de pyrrhotite, de pentlandite, de calcite, de dolomite, d'ilménite riche en magnésium, d'apatite, de chalcopyrite et de nombreux agrégats de silicates ferromagnésiens. À la différence des autres chondrites de type CII, Bench Crater contient beaucoup plus de troilite que de pentlandite. Elle est enrichie en aluminium, phosphore et soufre, et appauvrie en fer.
Bench Crater contient de la saponite, un phyllosilicate, et est le premier échantillon rapporté de la Lune à contenir un minéral hydraté. De nombreuses lamelles de pyrrhotite sont fracturées, vraisemblablement à la suite de l'impact de la météorite avec le sol lunaire.